# Боулінг-Грін (Огайо)
Боулінг-Грін (англ. Bowling Green) — місто (англ. city) в США, в окрузі Вуд штату Огайо. Населення — 30 808 осіб (2020).

## Географія
Боулінг-Грін розташований за координатами 41°22′40″ пн. ш. 83°38′59″ зх. д. / 41.37778° пн. ш. 83.64972° зх. д. (41.377677, -83.649584). За даними Бюро перепису населення США в 2010 році місто мало площу 32,64 км², з яких 32,52 км² — суходіл та 0,12 км² — водойми.

## Демографія
Згідно з переписом 2010 року, у місті мешкало 30 028 осіб у 11 288 домогосподарствах у складі 4675 родин. Густота населення становила 920 осіб/км². Було 12301 помешкання (377/км²).
Расовий склад населення:
| - 87,6 % — білих - 6,4 % — чорних або афроамериканців - 2,1 % — азіатів - 0,2 % — корінних американців - 1,4 % — осіб інших рас |

До двох чи більше рас належало 2,2 %. Частка іспаномовних становила 4,8 % від усіх жителів.
За віковим діапазоном населення розподілялося таким чином: 12,8 % — особи молодші 18 років, 78,3 % — особи у віці 18—64 років, 8,9 % — особи у віці 65 років та старші. Медіана віку мешканця становила 23,2 року. На 100 осіб жіночої статі у місті припадало 92,1 чоловіків; на 100 жінок у віці від 18 років та старших — 90,9 чоловіків також старших 18 років.
Середній дохід на одне домашнє господарство становив 52 448 доларів США (медіана — 33 052), а середній дохід на одну сім'ю — 78 945 доларів (медіана — 63 709). Медіана доходів становила 46 237 доларів для чоловіків та 33 626 доларів для жінок. За межею бідності перебувало 33,6 % осіб, у тому числі 14,3 % дітей у віці до 18 років та 4,4 % осіб у віці 65 років та старших.
Цивільне працевлаштоване населення становило 16 357 осіб. Основні галузі зайнятості: освіта, охорона здоров'я та соціальна допомога — 32,4 %, мистецтво, розваги та відпочинок — 21,5 %, роздрібна торгівля — 10,4 %, виробництво — 8,1 %.